# Berberodes
Berberodes là một chi bướm đêm thuộc họ Geometridae.

## Các loài
- Berberodes conchylata Guenée, 1857